# Dichotomius deyrollei
Dichotomius deyrollei är en skalbaggsart som beskrevs av Edgar von Harold 1869. Dichotomius deyrollei ingår i släktet Dichotomius och familjen bladhorningar. Inga underarter finns listade i Catalogue of Life.